# Ksenia Palkina
Ksenia Palkina (født 13. december 1989 i Khabarovsk kraj, Sovjetunionen) er en kvindelig professionel tennisspiller fra Kirgisistan.
Ksenia Palkina højeste rangering på WTA single rangliste var som nummer 163, hvilket hun opnåede 23. marts 2009. I double er den bedste placering nummer 164, hvilket blev opnået 12. april 2010. 